# Танагра-жалібниця вогнисточуба
Тана́гра-жалібни́ця вогнисточуба (Loriotus cristatus) — вид горобцеподібних птахів родини саякових (Thraupidae). Мешкає в Південній Америці.

## Опис

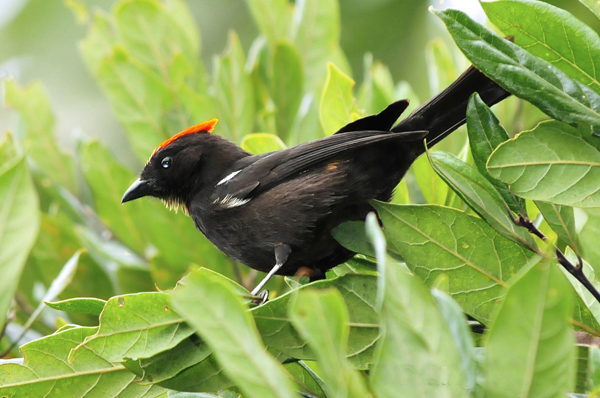
Самець вонисточубої танагри-жалібниці

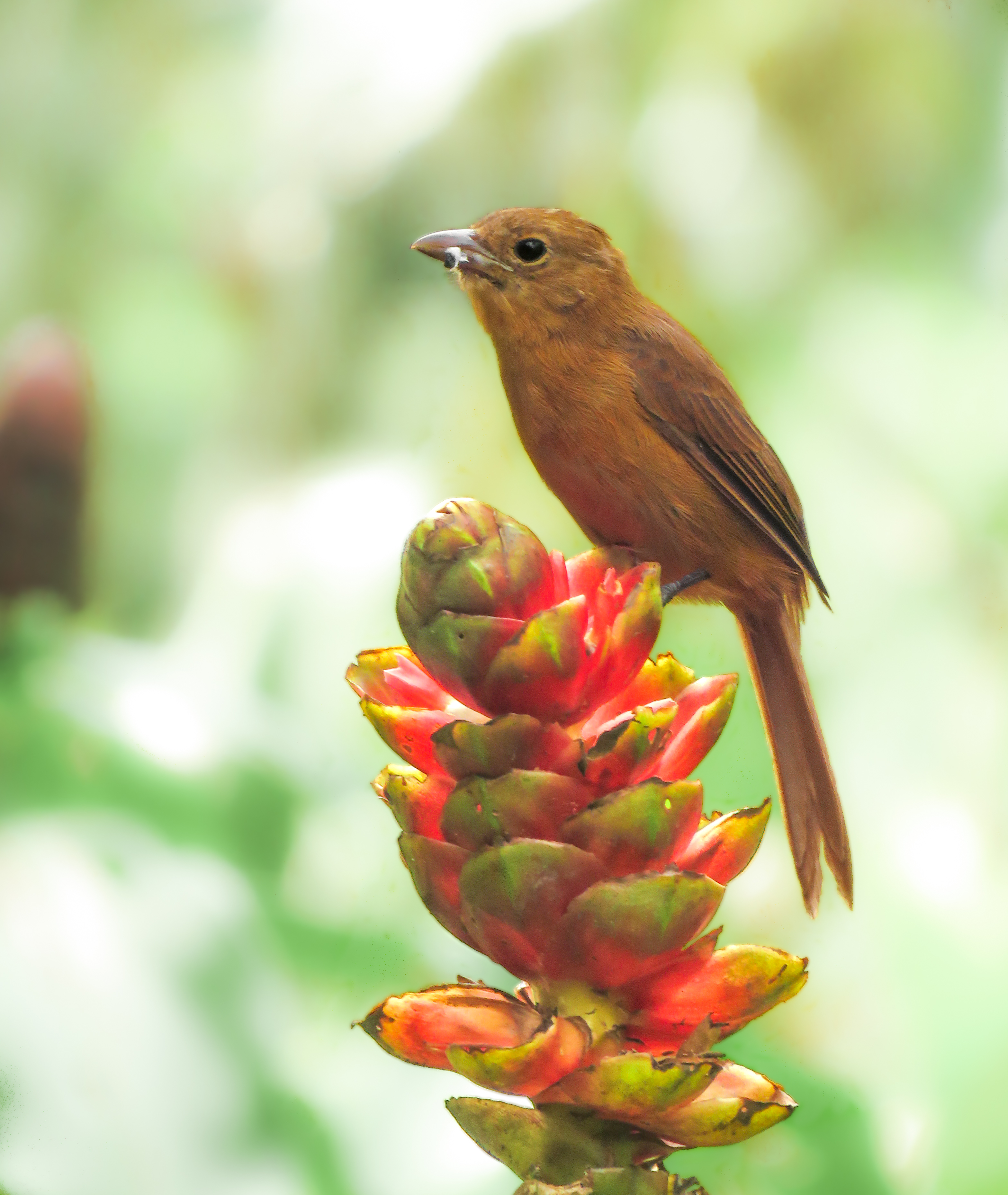
Самиця вонисточубої танагри-жалібниці

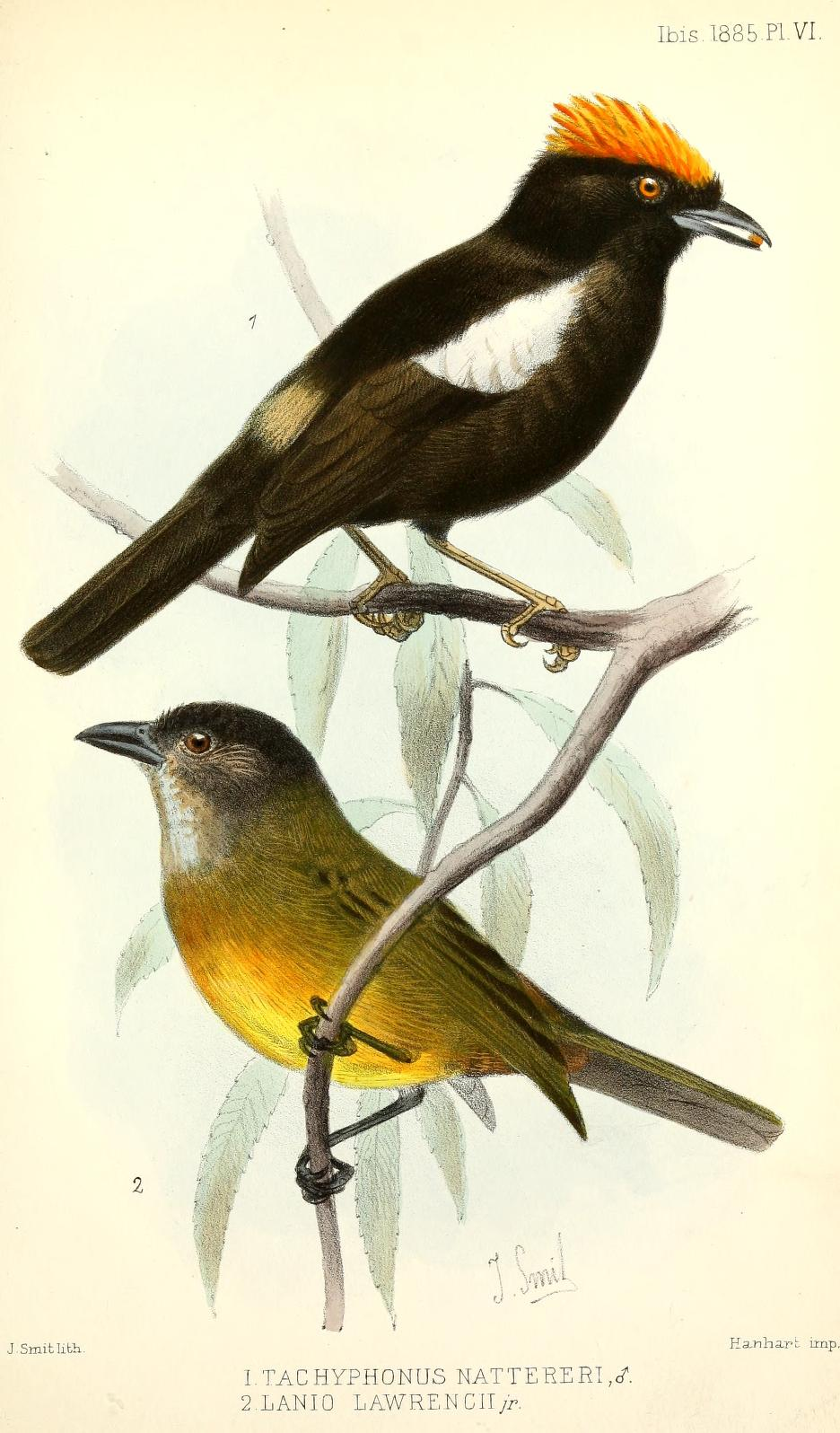
Пара вогнистощоких танагр-жалібниць

Довжина птаха становить 15 см, вага 19-20 г. Самці мають переважно чорне забарвлення на тімені у них оранжево-рудий "чуб". на горлі охриста або рудувато-коричнева пляма, на нижній стороні крил білі плями, помітні в польоті. Дзьоб чорний, біля основи сріблястий. Самиці мають переважно рудувато-коричневе забарвлення, тім'я і щоки у них сіруваті, горло білувате або сірувато-охристе, нижня частина тіла яскраво-охриста, дзьоб сірий.

## Таксономія
В 1760 році французький зоолог Матюрен Жак Бріссон включив опис вогнисточубої танагри-жалібниці до своєї книги "Ornithologie", описавши птаха за зразком з Каєнни (Французька Гвіана). Він використав французьку назву Le tangara noir hupé de Cayenne та латинську назву Tangara cayanensis nigra cristata. Однак, хоч Бріссон і навів латинську назву, вона не була науковою, тобто не відповідає біномінальній номенклатурі і не визнана Міжнародною комісією із зоологічної номенклатури. Коли в 1766 році шведський натураліст Карл Лінней випустив дванадцяте видання своєї «Systema Naturae», він доповнив книгу описом 240 видів, раніше описаних Бріссоном. Одним з цих видів була вогнисточуба танагра-жалібниця, для якої Лінней придумав біномінальну назву Turdus cristata. Пізніше вид був переведений до роду Танагра-жалібниця (Tachyphonus), введеного французьким орнітологом Луї Жаном П'єром В'єйо у 1816 році.
Молекулярно-філогенетичні дослідження показали, що рід Tachyphonus був поліфілітичним, Вогнисточубі, вохристочубі і білоплечі танагри-жалібниці формують чітку окрему кладу, слабо споріднену з іншими видами. За результатами цих досліджень було запропоновано виділити T. cristatus, T. rufiventer і T. luctuosus у новостворений рід Islerothraupis:
Південноамериканський класифікаційний комітет Американського орнітологічного товариства (AOS) схвалив переведення трьох вищезазначених видів у окремий рід. Пізніше виявилося. що існує доступний рід Loriotus, введений польським зоологом Феліксом Яроцьким, типовим видом якого є Tanagra cristata = Tachyphonus cristatus, тому через принцип пріоритету Islerothraupis був визнаний його пізнішем синонімом.

### Підвиди
Виділяють десять підвидів:
- L. c. cristatus (Linnaeus, 1766) — Французька Гвіана і північний схід Бразилії (на північ від Амазонки, на схід від Ньямунди[en]);
- L. c. intercedens (Berlepsch, 1880) — схід Венесуели (на схід від Кароні), Гаяна, Суринам;
- L. c. orinocensis (Zimmer, JT & Phelps, WH, 1945) — крайній схід Колумбії, південь і південний схід Венесуели (північ і схід Амасонаса, захід Болівара на схід до річок Парагуа[en] і Кароні);
- L. c. cristatellus (Sclater, PL, 1862) — південний схід Колумбії (на південь від Мети), південь Венесуели (південний захід Амасонаса), крайній північний схід Перу і північний захід Бразильської Амазонії (на південний схід до Манауса);
- L. c. fallax (Zimmer, JT, 1945) — південь Колумбії (південний схід Нариньйо), схід Еквадору і північ Перу (на південь до нижньої течії Укаялі);
- L. c. huarandosae (Chapman, 1925) — долина Чинчипе на півночі центрального Перу;
- L. c. madeirae (Hellmayr, 1910) — центральна Бразильська Амазонія (на південь від Амазонки, від Тефе на схід до Шінгу і на південь до Мату-Гросу), сусідні райони на південному сході Перу (схід Мадре-де-Дьйоса) і в Болівії (Пандо, північ Бені);
- L. c. pallidigula (Zimmer, JT, 1945) — північний схід Перу (нижня течія Токантінса в Парі);
- L. c. brunneus (Spix, 1825) — схід Бразилії (від Ріу-Гранді-ду-Норті на південь до Санта-Катарина);
- L. c. nattereri (Pelzeln, 1870) — південний захід Бразилії (захід центрального Мату-Гросу).

## Поширення і екологія
Вогнисточубі танагри-жалібниці мешкають в Колумбії, Еквадорі, Перу, Болівії, Бразилії, Венесуелі, Гаяні, Суринамі і Французькій Гвіані. Вони живуть в середньому і верхньому ярусах вологих рівнинних і заболочених тропічних лісів, на узліссях і галявинах та у вторинних заростях. Зустрічаються парами, на висоті до 1400 м над рівнем моря. Іноді приєднуються до змішаних зграй птахів. Живляться комахами, яких шукають серед листя на деревах, а також плодами і насінням. Гніздо невелике, чашоподібне, розміщується в підліску. В кладці 2 яйця.